# Remember the Day
 Remember the Day és una pel·lícula estatunidenca dirigida per Henry King, estrenada el 1941.

## Argument
Una pel·lícula nostàlgica i patriòtica de Henry King similar a altres pel·lícules posteriors com The Corn Is Green (1945). Claudette Colbert, protagonista com Nora Trinell, una antiga mestre d'escola que espera una reunió amb el candidat presidencial Dewey Roberts (Shepperd Strudwick). Mentre Nora espera, reflexiona sobre el passat. Sembla que un jove Dewey (Douglas Croft) havia estat alumne de Nora molts anys abans el 1916, i havia estat enamorat de la seva professora, que l'anima a seguir els seus somnis. Nora, tanmateix, es casa amb un professor, Dan Hopkins (John Payne), que inspira la gelosia de Dewey quan descobreix la veritat. La tragèdia espera Dan, tanmateix, quan s'allista a l'exèrcit canadenc durant la Primera Guerra Mundial.

## Repartiment
- Claudette Colbert: Nora Trinell
- John Payne: Dan Hopkins
- Shepperd Strudwick: Dewey Roberts
- Ann E. Todd: Kate Hill
- Douglas Croft: Dewey Roberts (de nen)
- Jane Seymour: La Sra. Roberts
- Anne Revere: Miss Nadine Price
- Frieda Inescort: Sra. Dewey Roberts
- Harry Hayden: M. Roberts
- Francis Pierlot: M. Steele
- Marie Blake: Miss Cartwright
- William Henderson: Peter
- Chick Chandler: M. Mason
- Selmer Jackson: Graham
- William Halligan: Tom Hanlon
- Mae Marsh: Professor
- Paul Harvey: Senador Phillips